# Уокер, Дейв (музыкант)
Дейв Уокер (род. 25 января 1945 г., Уолсолл, графство Стаффордшир, Великобритания) — британский певец и композитор работавший с различными группами, таким как Savoy Brown и Fleetwood Mac. Он начал свою карьеру в начале 1960-х годов в группе The Redcaps исполнявшей ритм-н-блюз вместе со своим братом Миком (рожд. Мишель).
Он также работал совместно с группами Beckett, Idle Race, Hungry Fighter, Raven, Mistress и Black Sabbath.

## Раннее детство
Уокер рос под строгим надзором своей бабушки. Ему не разрешалось смотреть рок-н-ролл по телевизору. Знакомство Уокера с публичным исполнением музыки было его выступление с хором в методистской церкви. Позднее, подростком, Дэйв и его брат Мик организовали дворовую группу, которая выступала на свадьбах и молодёжных вечеринках.

## 1960-е годы
Уокер начал музыкальную карьеру в начале 1960-х годов в группе The Redcaps. Изначально он играл на ритм-гитаре, а после ухода вокалиста Ронни Брауна (Ronnie Brown «King») занял его место. В группу входили Рой Браун (Roy Brown) и Мик Блайт (Mick Blythe) — гитары, Алан Морли (Alan Morley) — ударные, Мик Уокер (Mike Walker) — бас-гитара и Mac Бродхерст (Mac Broadhurst) — саксофон. Группа записала три сингла на Decca Records, пытавшихся заработать на успехе The Beatles, так как The Redcaps четыре раза выступали открывающей группой для The Beatles.
Их первый сингл, записанный в 1963 году был кавер-версией песни группы The Isley Brothers «Shout». Следующий, выпущенный в 1964 году был кавер-версией песни Чака Берри «Talking About You». Последний, третий сингл «Funny Things» был написан Блайтом. После выпуска этих синглов группа была расформирована.
В период между 1965 и 1669 годах Уокер играл в группе Beckett. Также три дня в неделю Уокер выступал в ночном клубе Rum Runne (Бирмингем), однако нигде не записывался.

## 70-е годы

### Idle Race
В начале 70-х годов Джефф Линн покинул свою группу Idle Race и вошёл в The Move, позднее трансформировавшуюся в Electric Light Orchestra . Idle Race имели большую популярность в Бирмингеме и её участники хотели продолжить деятельность после ухода Линна. На смену ему и был приглашен Уокер вместе с гитаристом Миком Хопкинсом (Mike Hopkins). Из старого состава Idle Race остались Роджер Спенсер (Roger Spencer) — ударные, Дейв Притчард (Dave Pritchard) — ритм-гитара и Грег Мастерс (Greg Masters) — бас-гитара.
В 1970 году группа записала два сингла в студии Liberty Records — кавер на песню Mungo Jerry «In the Summertime» (с собственной песней «Told You Twice» на второй стороне) и кавер на песню Hotlegs «Neanderthal Man» с собственной композицией «Victim Of Circumstance» на второй стороне.
Также в 1970 году Idle Race записали альбом «Time Is» в студии Regal Zonophone (в альбоме Уокер неправильно был назван как Richie Walker). Уокер являлся автором двух песен — «I Will See You» и «The Rain» и соавтором «Alcatraz» и «We Want It All». Альбом был коммерчески неудачным и в 1971 году Idle Race прекратили своё существование — Уокер ушёл, а оставшиеся музыканты после присоединения к ним вокалиста Стива Гибсона сменили имя группы на Steve Gibbons Band.

### Savoy Brown
В 1971 году гитарист Ким Симмондс (Kim Simmonds), лидер блюз-роковой группы Savoy Brown потерял большую часть своей группы. На место ушедшим музыкантов Ким пригласил Дейва Бидуэлла (Dave Bidwell) — ударные, Пола Реймонда — гитара/клавишные и Энди Силвестера (Andy Silvester) — бас-гитара. Уокер вошёл в группу как вокалист.
Они записали альбом «Street Corner Talking» в 1971 году в студии Parrot/Deram Records, включая хит «Tell Mama», написанный Рэймондом и являлись постоянными участниками открывавшим концерты Рода Стюарт и The Grease Band в конце 1971 года.
Следующий альбом — «Hellbound Train» (Parrot/Deram был их самым продаваемым альбомом по настоящее время. Он достиг 40-го места в США.
Для готовящегося альбома «Lion’s Share» Уокер написал песню «Denim Demon». После выхода альбома в конце 1972 года группа стала готовиться к большому турне, но Уокер до его начала покинул Savoy Brown и присоединился к Fleetwood Mac.

### Fleetwood Mac и Hungry Fighter
В августе 1972 певец и гитарист Дэнни Кирван (Danny Kirwan) был уволен из группы Fleetwood Mac и на его место был приглашен Уокер — вокал и Боб Уэстон (Bob Weston) — гитара. Они присоединились к группе в тот момент, когда Fleetwood Mac из всех сил пытались записать альбом «Penguin» (1973, Reprise Records). Уокер участвовал в записи только двух песен — собственной «The Derelict» и кавером на песню Jr. Walker & the All Stars «(I’m A) Roadrunner».
Последующий тур проходил очень успешно, и «Penguin» вошёл в топ-50 альбомов в США, однако внезапно при записи альбома «Mystery to Me» было заявлено, по обоюдному согласию с группой, что вокальный стиль Уокера не соответствует стилю Fleetwood Mac и в июне 1973 года он покинул группу. Весь материал, написанный Уокером к альбому, остался не изданным.
В 1974 г. Уокер снова присоединился к Savoy Brown, а затем с барабанщиком Дейв Бидуэллом, басистом Энди Силвестером и гитаристом Дэнни Кирван они создали группу под названием Hungry Fighter. Музыканты единожды выступила на концерте в Университетt Суррея г. Гилфорд и затем распались.

### Raven and Mistress
Уокер переехал в Сан-Франциско и присоединился к группе Raven с которой выступил на нескольких концертах. В связи с возникшими юридическими трудностями Уокер не смог записать альбом с группой и в 1976 году весь материал ушёл в архив. Позднее в 1980 году Джон Чиполлина после распада группы выпустил его под названием «John Cipollina’s Raven».
Уокер и несколько бывших участников Raven собрали новую группу под названием Mistress. Группа также столкнулась с юридическими трудностями и записала демопесню под названием «High On the Ride». Эта песня появилась в альбоме после ухода Уокера и на сегодняшний день не известно, имеет ли он к ней какое либо отношение. Альбом включает в себя хит «Mistrusted Love», вошедший в топ-50 в США. Из-за юридических трудностей альбом был выпущен только в 1979 году лейблом RSO Records через два года после распада группы.

### Black Sabbath
Тони Айомми, гитарист Black Sabbath, помнил Уокера по общению в Бирмингеме и когда Оззи Осборн покинул группу, связался с Уокером в Сан-Франциско с предложением занять место вокалиста в Black Sabbath.
Во время перелета из Сан-Франциско в Лондон в ноябре 1977 года и позднее за три недели Уокер написал тексты к новой музыке группы. Никаких песен для альбома вместе с Уокером записано не было, однако группа успела исполнить на радио во время шоу «Look Hear» песню «Junior’s Eyes» (также во время шоу была исполнена «War Pigs»). Вскоре Осборн вернулся в группу и все песни были переписаны так как Осборн не желал петь песни с текстами, написанными Уокером. Тексты были переписаны Батлером.
После увольнения из Black Sabbath в январе 1978 года Уокер оставил музыкальную карьеру.

## Позднее творчество

### Возвращение в Savoy Brown
После восьми летнего перерыва Ким Симмондс убедил Уокера вернуться в обновленный Savoy Brown вместе с Аль Макомбер (Al Macomber) — ударные и Джим Дагнеси (Jim Dagnesi) — бас-гитара. Уокер переехал в Гэллап, Нью-Мексико, где он жил до 1998 года, и в составе Savoy Brown записал альбом «Make Me Sweat», выпущенный в начале 1988 года на GNP Crescendo Records, и затем в апреле 1989 альбом Kings Of Boogie (также на GNP Crescendo). Для поддержки альбома группа отправилась в длительное турне и ноябре 1990 года был выпущен концертный альбом от этого тура под названием «Live And Kickin» (GNP Crescendo). Альбом был хорошо принят публикой, но тем не менее, к сентябрю 1991 года, Уокер устал от туров и покинул Savoy Brown.

## Временная шкала

### Donovan’s Brain и другие
В Нью-Мексико Уокер попытался собрать группу под названием The Pleasure Chorizos но у него ничего не получилось.
К концу 1990 Уокер переехал в г. Бозмен, где он встретился со старым другом из его Сан-Франциско, Роном Санчесом (Ron Sanchez), которые играл в психоделической «гаражной» группе под названием Donovan’s Brain. Музыка Donovan’s Brain заинтересовала Уокера и он присоединился к группе. В 1999—2000 годах он работал в группе а затем покинул её. Некоторые песни с этого периода были выпущены в 2003 году.
В 2004 году Уокер исполнил вокальные партии для альбома бывшего основателя Savoy Brown Джона О’Лири (John O’Leary’s) под названием «Sins».
В 2005 Уокер участвовал в записи альбома Mostly Sonny — A Tribute To Sonny Boy Williamson.
В 2007 Уокер записал и выпустил альбом «Walking Underwater» с участием Боба Бриттена (Bob Britten) и Вильяма О’Киффа (William O’Keeffe).

### Dave Walker Band
Уокер собрал новую группу с некоторыми из лучших музыкантов Монтаны под названием Dave Walker Band. Группа включает в себя Крис Канди (Chris Cundy) — фортепиано, клавиши, орган хаммонда, Джимми Льюис (Jimmy Lewis) — гитара, Эдди Цуру (Eddie Tsuru) — бас-гитара и Майка Гиллан (Mike Gillan) — ударные. Группа начала выступление в январе 2008 года с выступления на фестивалях Rockin 'The Rivers и Magic City Blues Festival.
17 июля 2010 года был выпущен компакт-диск под названием «Crazy ALl the Time»".